# Ричмонд (Индиана)
Ри́чмонд (англ. Richmond) — город в США, расположен на востоке штата Индиана, на границе со штатом Огайо.
Население: 41,349 (1980); 38,705 (1990); 38,470 (2002). 

## История
Ричмонд был основан в 1806 году колонистами из Северной Каролины и назван в честь английского города Ричмонда.  В 1840 году поселение было инкорпорировано и включено в реестр штата Индиана, благодаря чему некорпоративное сообщество Ричмонд официально получило статус города («Сity of» / «Town of»).
Дважды (1987 и 2009) город был награждён премией «All-America City Award» (с англ. — «Всеамериканский город») присуждаемой Национальной гражданской лигой, которую неофициально называют «Нобелевской премией за конструктивное гражданство» и которая выдается за активную гражданскую позицию жителей некорпоративных сообществ Соединённых Штатов в жизни местного самоуправления.

## Демография
По состоянию на 2000 год, в Ричмонде численность населения составляла примерно 39 124 жителей.
Расовый состав:
- 86,78 % — белые
- 2,03 % — латино
- 2,2 % — афроамериканцы
- 0,27 % — индейцы
- 0,8 % — азиаты
- 0,06 % — выходцы с тихоокеанских островов
- 1,09 % — другие расы
- 2,14 % — две или более расы

Средний доход на домашнее хозяйство в городе составил $ 30210, а средний доход на семью составляет $ 38346. Мужчины имеют средний доход от $ 30849 против $ 21164 для женщин. Доход на душу населения по городу составил $ 17.096. 12,1 % семей и 15,7 % населения были ниже черты бедности, в том числе 22,8 % из них в возрасте до 18 лет и 10,8 % тех, кто 65 лет и старше.

## Города-побратимы
- Серпухов, Россия
- Уннан, Япония

## Достопримечательности
- Художественный музей Ричмонда